# Elephantomyia (Elephantomyia) pendleburyi
Elephantomyia (Elephantomyia) pendleburyi is een tweevleugelige uit de familie steltmuggen (Limoniidae). De soort komt voor in het Oriëntaals gebied.